# Millie Brady
Camilla Eve Brady, detta Millie (Bracknell, 24 dicembre 1993), è un'attrice britannica.

## Filmografia parziale

### Cinema
- Legend, regia di Brian Helgeland (2015)
- PPZ - Pride + Prejudice + Zombies, regia di Burr Steers (2016)
- King Arthur - Il potere della spada (King Arthur: Legend of the Sword), regia di Guy Ritchie (2017)
- Teen Spirit - A un passo dal sogno (Teen Spirit), regia di Max Minghella (2018)
- Intrigo - L'omicidio Vera Kall (Intrigo: Samaria), regia di Daniel Alfredson (2019)

### Televisione
- Mr Selfridge – serie TV, episodi 2x09-2x10 (2014)
- The Last Kingdom – serie TV, 31 episodi (2017-2022)
- White House Farm, regia di Paul Whittington – miniserie TV, 4 puntate (2020)
- La regina degli scacchi (The Queen's Gambit), regia di Scott Frank – miniserie TV, puntate 1-6 (2020)
- Roadkill, regia di Michael Keillor – miniserie TV (2020)
- Surface – serie TV (2022-2025)